# Kazba v Alžiru
Kazba v Alžiru (arabsko قصبة, qaṣba, kar pomeni citadela, utrdba) je citadela Alžira v Alžiriji in tradicionalna četrt, zbrana okoli nje. Leta 1992 je Organizacija Združenih narodov za izobraževanje, znanost in kulturo (UNESCO) vpisala Kazbo v Alžiru na seznam svetovne kulturne dediščine, saj so »tam ostanki citadele, starih mošej in palač v osmanskem slogu ter ostanki tradicionalne urbane strukture, povezane z globoko zakoreninjenim občutkom skupnosti«.

## Etimologija
Na splošno je kazba obzidana citadela mnogih severnoafriških mest in naselij. Ime je prišlo iz francoščine v poznem 19. stoletju in se lahko črkuje »kasba« ali »casba«.

## Zgodovina
Kazba v Alžiru je bila ustanovljena na ruševinah starega Icosiuma v 10. stoletju. Bilo je mesto, zgrajeno na hribu, ki se je raztezalo proti morju in je bilo razdeljeno na »Zgornje mesto« in »Spodnje mesto«. Tam najdemo zidove in mošeje iz 17. stoletja: mošejo Ketchaoua (leta 1794 jo je zgradil Dey Baba Hassan), ki jo obdajata dva minareta; Djama'a al-Djedid (1660, v času Osmanov) s svojimi velikimi končnimi jajčastimi kupolnimi konicami in štirimi kupolami; Djamaâ el Kebir (najstarejša mošeja), ki jo je zgradil almoravidski vladar Jusuf ibn Tašfin; in mošeja Ali Bitchin (Raïs, 1623). Kazba je vsebovala tudi več palač, med njimi Dar Aziza, palač Dar Mustafa Paše, Palača Deya in palača Dar Hasana Paše, ki je bila zgrajena leta 1791 za namestitev paše, ki je tam živel osem let.
Leta 1839, kmalu po francoski osvojitvi, se je francoski guverner preselil v palačo Dar Hasan Paše. Leta 1860 sta ga obiskala Napoleon III. in Eugénie de Montijo. Pred francosko vladavino je kazba vsebovala okoli 13 petkovih mošej, 109 mošej, 32 mavzolejev in 12 zavij, skupaj 166 verskih stavb. Vendar je bila večina teh verskih objektov med okupacijo uničenih. Leta 1862 je bilo le še devet petkovih mošej, 19 mošej, 15 mavzolejev in pet zavij. Številne mošeje, kot sta mošeja Ketchauoua in mošeja Berrani, so bile spremenjene v stavbe z neislamskimi nameni, kot so vojašnice in cerkve.
Kazba je imela osrednjo vlogo med alžirsko vojno za neodvisnost (1954–1962). V prvih letih vojne je bila epicenter načrtovanja upornikov Nacionalne osvobodilne fronte (FLN), iz katere je takrat načrtovala in izvajala napade na francoske državljane in organe kazenskega pregona v Alžiriji. Da bi preprečile njihova prizadevanja, so francoske oblasti med bitko za Alžir začele operacije v Kazbi.

## Trenutno stanje
ANSS, agencija za ohranjanje alžirske vlade, je poročala, da se je v Kazbi zrušilo 373 stavb. Od 1816 stavb, ki so ostale, jih je 40 % uničenih ali v kritičnem stanju, 10 % pa jih je zabitih z deskami.
Reuters je avgusta 2008 poročal, da je Kazba v zanemarjenem stanju in da nekaterim območjem grozi propad.
Alžirske oblasti navajajo starost, zapostavljenost in prenaseljenost kot glavne dejavnike, ki prispevajo k degeneraciji. Zaradi prenaseljenosti je problem še posebej težko rešljiv zaradi naporov, ki bi jih zahtevala preselitev prebivalcev. Ocene se gibljejo od 40.000 do 70.000 ljudi, čeprav je težko biti gotov zaradi števila skvoterjev v praznih stavbah. Eden od razlogov, da vlada želi izboljšati stanje v Kazbi, je, da je potencialno skrivališče za kriminalce in teroriste. V poznih 1950-ih in med civilno vstajo in bojem proti francoski kolonialni vladavini je bilo skrivališče za narodnoosvobodilno vojsko (Alžirija).
Naravovarstvenik Belkacem Babaci je situacijo opisal kot težko, a ne nerešljivo, in rekel: »Še vedno verjamem, da jo je mogoče rešiti, vendar jo morate izprazniti in poiskati morate usposobljene ljudi, ki bodo spoštovali slog, materiale. To je velik izziv.« Projekte obnove so pestile zamude in endemična korupcija.
- Kazba v Alžiru
- palača (Hamam)
- Ulica v Kazbi
- Notranja arhitektura hiše v Kazbi
- Ribiško pristanišče navzdol od kazbe
- Vodnjak
- Notranjost palače
- Strop stavbe v Kazbi

## V popularni kulturi
- Alžirska kazba ima osrednjo vlogo v francoskem filmu Pépé le Moko iz leta 1937 in ameriškem filmu Alžir iz leta 1938, v katerem se tam skriva znani tat draguljev Pepe le Moko, ki ga igra Jean Gabin v francoski različici in Charles Boyer v ameriški verziji. Po ropu v Franciji postane lokalni vodja, toda s časom se začne počutiti ujetega v okrožju. Čeprav Boyer v ameriškem filmu ni nikoli rekel soigralki Hedy Lamarr »Pojdi z mano v Kazbo«, je bila ta beseda v napovedniku hollywoodskega filma in se mu je ohranila, zahvaljujoč generacijam impresionistov in parodijam Looney Tunes.[10][11]
- Boyerjeva vloga Pepeja Le Moka je bila že svetovno znana, ko je animator Chuck Jones lik Pepéja Le Pewa, romantičnega skakača, predstavljenega v risanki Warner Bros. Odor-able Kitty iz leta 1945, zasnoval na Boyerju, njegovem glasu – ki ga posnema Mel Blanc – in stavek »Come with me to ze Casbah« iz njegovega najbolj znanega nastopa.[12]